# Microsoft BizTalk Server
Microsoft BizTalk Server是微软公司针对中大型企业设计的服务器产品，功能包括业务流程自动化、业务流程管理、企业应用集成以及企业之间的集成。

## 架构
BizTalk Server运行时架构是一种发布/订阅的架构, 有时称作 "基于内容的发布/订阅".消息先发布到Biztalk系统,然后一个或多个订阅者收到这些消息。
BizTalk在等待外部事件的时候，通过把消息序列化（Biztalk术语叫dehydration）保存到数据的方法来确保处理安全，防止数据丢失。这个架构把BizTalk和Microsoft SQL Server绑到了一起。管理员可以通过管理控制台跟踪处理流程 。
BizTalk支持事务流程。 BizTalk orchestrations 还实现了 Long-running transaction.

## 适配器
BizTalk利用适配器（adapter）与不同协议及其他软件产品交互。提供包括针对以下协议或产品的适配：EDI、檔案、HTTP、FTP、SFTP、SMTP、POP3、SOAP、SQL、MSMQ及Windows SharePoint Services (WSS)等。从2006 R2起增加针对WCF的适配器。
微软同时提供包含了针对商业系统的基于WCF的适配器，目前包括：SAP、Oracle数据库、Oracle E-Business Suite、SQL以及Siebel Systems。

## 发布时间
- 2000年 - BizTalk Server 2000
- 2002年 - BizTalk Server 2002
- 2004年 - BizTalk Server 2004（.NET框架 1.0）
- 2006年 - BizTalk Server 2006（.NET框架 2.0）
- 2007年 - BizTalk Server 2006 R2（SOA、BPM、EDI、AS2、RFID、WWF、WCF、.NET框架 3.0）
- 2009年 - BizTalk Server 2009（支持Windows Server 2008, Visual Studio 2008以及SQL Server 2008）
- 2010年 - BizTalk Server 2010（开始支持 Windows Server 2008 R2, Visual Studio 2010以及SQL Server 2008 R2）
- 2013年 - BizTalk Server 2013（开始支持 Visual Studio 2012以及Microsoft .NET 4.5）[6]
- 2014年 - BizTalk 2013 R2（開始支援Visual Studio 2013 及 .NET框架 4.5.1）[7]
- 2016年 - BizTalk Server 2016[8]
  - 2017年 - BizTalk Server 2016 Feature Pack 1（整合Power BI； Swagger與REST API相容）[9][10]
  - 2017年 - BizTalk Server 2016 Feature Pack 2（整合Microsoft Azure）[11]
  - 2018年 - BizTalk Server 2016 Feature Pack 3（整合Office 365）[12]
- 2020年 - BizTalk Server 2020[13]（开始支持Visual Studio 2019與.NET框架 4.7）

## 版本详细

### BizTalk Server 2000
2000年年底，BizTalk Server 2000在全球发布，当时宣称的对象主要是软件开发员以及架构设计师，作为微软针对业务流程和系统整合而设计的第一代产品，该版本包含了很多新的理念和功能，虽然并不尽善尽美。

### BizTalk Server 2004
2004年3月，BizTalk Server 2004发布，作为微软业务流程整合的第三代产品，该版本已经具备合理的标准支持，功能完善，并且已经纳入微软的对整个企业级应用设计的大框架。

### BizTalk Server 2006
2006年-BizTalk Server 2006正式开卖，虽然在05年底就开始预热，但真正的公开定价却是在五月份，该版本是对上一个版本的最佳完善，在管理，部署以及性能方面有显著的改善。可以说，BizTalk开始真正进入企业级应用的角力场。

### BizTalk Server 2006 R2
2007年9 月，BizTalk Server 2006 R2发布， 该版本加强了如何实现Service Oriented Architecture (SOA)和 Business Process Management (BPM)场景。提供了业务进程管理以及 SOA/ESB 功能，可以帮助公司、组织扩展核心进程管理技术，并且提供了对新技术的支持，比如电子数据交换 (EDI)，AS2，RFID 以及和当时发布的 Microsoft Office 2007，Windows Vista 进行协同工作，包括像 Windows Workflow Foundation 和 Windows Communication Foundation 这样的。NET Framework 的核心技术。为了满足不同的应用需求，产品包含四个不同的版本：Enterprise, Standard, Branch，还有Developer. 所有的版本都是基于CPU来定价。

### BizTalk Server 2009
2009年5月，BizTalk Server 2009发布，BizTalk Server 2009 代表了微软在企业集成领域的长期战略，该版本主要是为了支持Windows Server 2008, Visual Studio 2008以及SQL Server 2008.
BizTalk Server 2009 基于 BizTalk Server 2006 的核心结构，并在应用程序对应用程序、业务对业务和业务流程自动化的各个方面具有很大改进。
新增功能
- EDI 增强功能
- AS2 增强功能
- 提高开发人员的工作效率

- 进一步的 Windows Server System 支持

通过包括基于 X86 的 64 位版本的 BizTalk Server 并支持最新版本的 Microsoft Windows Server 2008、Microsoft SQL Server 2008、Microsoft Visual Studio 和 Microsoft Virtual Server，BizTalk Server 2009 可对 Microsoft Windows Server System 集成的服务器软件提供进一步的支持。

### BizTalk Server 2010
新增功能
- BizTalk Server 设置仪表板
- 改进的管理包
- FTP 适配器增强功能
- 增强了贸易合作伙伴管理
- 增强了对 HIPAA 文档的支持
- 增强了 BizTalk 映射器
- 支持 .NET Framework 4
- BizTalk Server 中的 SQL Server 备份压缩
- BizTalk Server 中的 SQL Server 透明数据加密 (TDE)
- 已更新平台支持
  - Windows Server 2008 R2
  - Windows Server 2008 SP2
  - Windows 7
  - Windows Vista SP2
  - SQL Server 2008 SP1
  - SQL Server 2008 R2
  - Visual Studio 2010
  - Microsoft Office 2007
  - Microsoft Office 2010（仅 x86）

## 引用
1. ↑  Jones, Allen. . Windows IT Pro. Penton Media. 19 December 2000  [26 July 2013]. （原始内容存档于2016-03-03）.
2. ↑  . microsoft.com. 2020-02-13  [2020-08-08]. （原始内容存档于2021-07-09）.
3. 1 2 3 4
4. ↑  . Microsoft Developer Network.   [2008-11-30]. （原始内容存档于2008-04-30）.
5. ↑  .   [2011-03-03]. （原始内容存档于2011-02-23）.
6. ↑  . MSDN. Microsoft.   [27 July 2013]. （原始内容存档于2016-09-10）.
7. ↑  . MSDN. Microsoft.   [22 May 2014]. （原始内容存档于2017-01-12）.
8. ↑  . MSDN. Microsoft.   [2016-12-19]. （原始内容存档于2017-05-07）.
9. ↑  . Azure. Microsoft.   [2016-04-26].
10. ↑  . blogs.msdn.microsoft.com.   [2019-02-06]. （原始内容存档于2019-04-26）.
11. ↑  . blogs.msdn.microsoft.com.   [2019-02-06]. （原始内容存档于2019-04-26）.
12. ↑  . blogs.msdn.microsoft.com.   [2019-02-06]. （原始内容存档于2019-07-14）.
13. ↑  . MSDN. Microsoft.   [2020-01-14]. （原始内容存档于2021-07-09）.